# 1988年热带风暴基斯
热带风暴基斯（Tropical Storm Keith）是1988年大西洋飓风季的第11个热带风暴，也是继1925年大西洋飓风季以来在一个自然年中以最晚日期袭击美国本土的北大西洋热带气旋。这场风暴于11月17日由加勒比海上的一股东风波发展而成，之后向西北方向移动，路途上的气象条件总体上有利于系统强化并令其达到了风速每小时110公里的最高强度，接下来风暴很快冲击了尤卡坦半岛的东北角，然后在墨西哥湾内转向朝东北方向移动，于11月23日在佛罗里达州萨拉索塔附近登陆。由于一股冷风的影响，基斯加快了向前移动的速度，于11月24日在百慕大附近变成一个温带气旋，这股温带气旋残余又持续存在了两天。
热带风暴基斯形成早期给洪都拉斯、牙买加和古巴带去了强降雨。两个月前受到颶風吉爾伯特袭击尚在恢复中的墨西哥也有受到轻微损害的报道。基斯是1988年大西洋飓风季期间四个袭击美国本土且获得命名热带气旋的最后一个，给佛罗里达州中部带去了中等强度降雨、强烈的风暴潮和阵风。风暴造成的损失总体较小，但范围很广，总计为730万美元（1988年美元，相当于1881萬2025年美元）。佛罗里达州沿海地区受到的损害主要体现在风暴潮和海岸侵蚀上。较内陆的地区则有出现洪水，树木倒塌和电力中断，不过没有造成人员丧生的报道。

## 气象历史
11月5日，一股东风波离开了非洲海岸，之后稳步向西穿越了热带大西洋。11月12日经过小安的列斯群岛后，其前进速度有所放缓。一个定义良好的大型反气旋持续并穿越了大部分加勒比海，给系统的进一步发展提供了良好的条件。卫星图像显示，大气扰动中逐渐出现了低层环流。根据船舶观测的数据，美国国家飓风中心估计系统于11月17日在海地西端以南约450公里处组织成热带低气压。
起初，这股低气压在向西行进的过程中仍然缺乏组织性，11月18日，风暴中心从深层对流中暴露出来。不过其上层环境逐渐变得有利于系统进一步发展，中心有深层对流和雷暴活动发展出来。墨西哥湾一个向东移动的上层低压槽将低气压转为向西北方向移动。次日，低气压在洪都拉都以北不远处强化为热带风暴，并被命名为“基斯”（Keith）。风暴迅速加强，于11月21日达到985毫巴（百帕，29.09英寸汞柱）的最低气压，风速达到每小时110公里。将基斯转向西北的低压槽急剧加速朝东北方向移动，风暴也因此缓慢朝西北方向移动，直至于协调世界时11月21日早上8点在尤卡坦半岛东北角登陆，这时其强度已经接近飓风级别。
登陆该岛不久，基斯因一个锋面槽的影响转朝北面进发，但由于增强的垂直风切变和北面干燥冷空气的不利影响又折回向东北方向移动。11月23日，基斯在萨拉索塔附近登陆，这时的风速为每小时100公里，其中的大部分对流位于中心以北。这一登陆日期是美国本土在一个自然年中遭遇热带气旋袭击第二晚的，仅次于1925年大西洋飓风季的一场飓风。风暴在穿越佛罗里达州的过程中迅速减弱，数小时内其风速就降到了每小时65公里。登岸8小时后，风暴到达大西洋并开始逐渐再度增强，并且在纽芬兰岛上空一个非常大型的上层低气压影响下加速朝东北方向移动。11月24日，风暴再次达到时速110公里的最高强度，之后不久在百慕大附近变成温带气旋。热带风暴基斯再度强化和深化成一个强大的温带气旋，风力达到飓风级别，最低气压低压945毫巴（百帕，27.92英寸汞柱）。这股温带风暴转朝西面行进，于11月26日在纽芬兰岛最后一次被观测到。

## 防灾措施

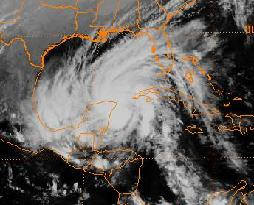
在墨西哥登陆的热带风暴基斯

11月20日，就在热带低气压增强为热带风暴前不久，洪都拉斯政府向天鹅群岛发布了热带风暴警告，还向该国西北沿海地区发布了热带风暴观察预警。10个小时后风暴已经掠过这一地区，警告和预警也相应中止。伯利兹政府曾短暂地向全国海岸线地区发布热带风暴观察预警，不过当风暴显然不会构成多大威胁时，预警也予以了取消。墨西哥政府在风暴登陆尤卡坦半岛16小时前向金塔納羅奧州大部分沿海地区发布了热带风暴观察预警。6小时后，预警升级为热带风暴警告，发布地区也扩展至尤卡坦州港口城市普罗格雷索（Progreso），并且还发布了飓风观察预警。古巴官员于11月20日晚发布通告，提醒整个古巴西部地区可能受到热带风暴的袭击。随后发布的另一份公告表明可能会有飓风袭击，不过随着风暴继续向西北方向移动，威胁也随之消除。
风暴袭击佛罗里达州两天前，应急管理工作人员开始着手进行准备。次日，该州希尔斯伯勒县将五个湖的水位降低来作为一项预防措施。居民们准备了沙袋以防范沿海地区的洪水，而船主则想方设法将船只固定。部分身在该州西南海岸附近的游客前往内陆地区躲避，但还是有许多人选择留在原地。红十字会官员开设了六个应急避难场所。此外，克利尔沃特、印度海岸和拉哥的警察局增加了警力，以便处理风暴引发的相关问题。风暴导致一些私立学校及希尔斯伯勒社区学院（Hillsborough Community College）临时关闭。基斯最终登陆前约21小时，美国国家飓风中心向从海角黑貂（Cape Sable）到锡达礁之间的佛罗里达州西海岸发布了热带风暴警告。次日，从南至朱庇特，北抵乔治亚州萨凡纳之间的地区也发布了热带风暴警告，还向百慕大短暂发布了热带风暴警告。

## 冲击

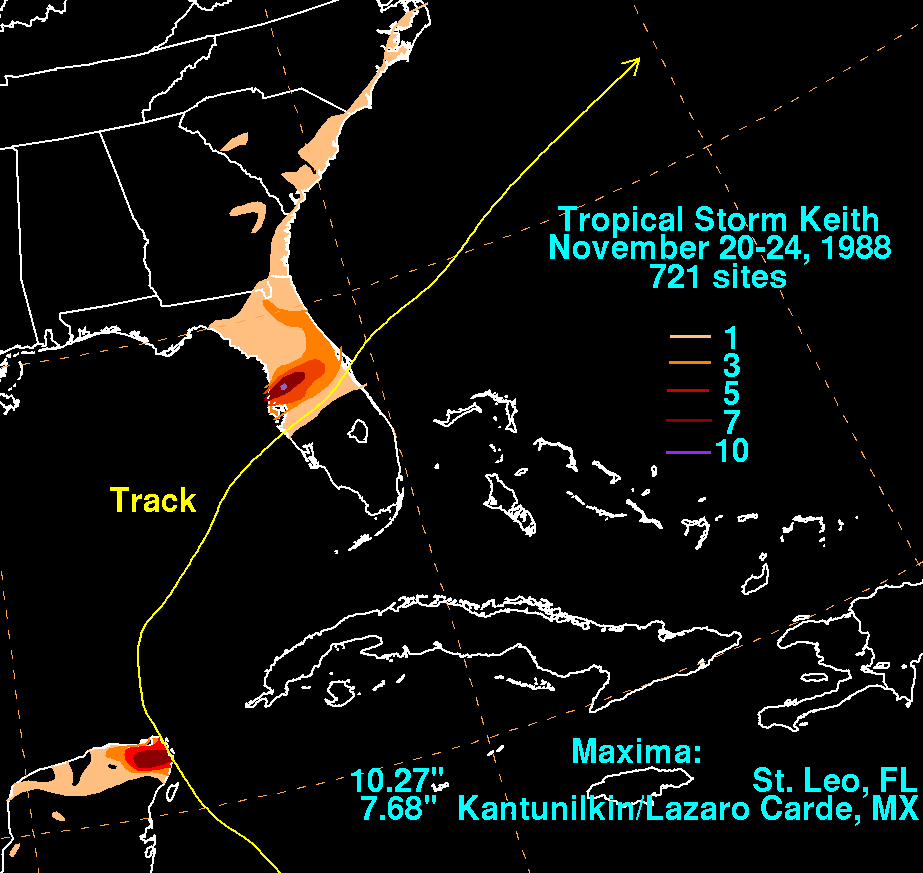
热带风暴基斯的降雨数据

热带风暴基斯给洪都拉斯北部海岸带去了约75毫米降雨，而沿海岛屿的降雨量则共计有约250毫米。风暴在墨西哥登陆后，科苏梅尔岛以西不远处的一艘船只报告遇到了时速149公里的阵风，而在金塔納羅奧州莫雷洛斯港（Puerto Morelos）的另一艘船则记录到了时速110公里的持续风速。来自科苏梅尔岛的报告显示风暴达到最强风力期间，岛上受到了大量的雷击并夾帶著暴雨。坎昆以南附近地区的最高降雨量为195毫米。尤卡坦半岛在两个月前受到了飓风吉伯特的沉重打击尚未完全恢复，幸运的是这次来袭的基斯只给这里带来了很轻微的影响。这场风暴在古巴西部引发了洪水，烟草和蔬菜作物严重受损。洪水还迫使官员将2500位居民从他们的家中强制疏散。风暴还给牙买加的京斯敦带去了近100毫米的降雨。
佛罗里达州近海有一艘载有十名船员的货轮因暴雨淹没了机房而被困在海上。风暴给佛罗里达州西南海岸个别地区带去了中等强度的风暴潮，其中布雷登顿和迈尔斯堡海滩最高，达1.81米。风暴潮与海浪相结合，对埃斯特罗湾（Estero Bay）和夏洛特港（Charlotte Harbor）造成了严重的海岸侵蚀。在那不勒斯，强烈的海浪摧毁了那不勒斯码头的西端，有好几艘船都被冲到了岸上。佛罗里达州中部以北出现强降雨，其中最高的圣利奥达到260毫米。麦克迪尔空军基地（MacDill Air Force Base）的最高持续风力达每小时101公里，阵风的风速更快。接近海岸线的内陆地区所受到的损坏基本局限在个别地区的洪水、树木被刮倒以及停电，整体受到损害的地区范围很广，但程度颇轻，全州共有六幢建筑物被毁。基斯在登岸以前已经催生出两个龙卷风，其中一个导致克莱蒙的近30套移动房屋受损。在莱克兰，一辆装载有34节车厢的火车因铁轨被冲而出轨，导致一条天然气管道破裂，450人被迫疏散。风暴共计给李县造成了150万美元的损失（1988年美元，相当于386萬2025年美元），还给皮尼拉斯县造成了约580万美元的损失（1988年美元，相当于1494萬2025年美元）。
从佛罗里达州东北海岸到乔治亚州东南部报告出现了0.3到0.6米的轻度风暴潮。风暴的外围雨带给从佛罗里达州沿海向北直至北卡罗莱纳州的地区带去了约25毫米降雨。百慕大的一个观测站报告了每小时76公里的持续风速，阵风风速则达到每小时126公里，不过该岛上只受到了轻微的损害。